# 贝伦杜皮奥伊
贝伦杜皮奥伊（葡萄牙語：Belém do Piauí）是巴西皮奥伊州的一个市镇。总面积220.933平方公里，总人口2830人，人口密度12.8人/平方公里。